# Ignacio Andrade
Ignacio Andrade Troconis (Mérida, 31 de julio de 1839-Macuto, 17 de febrero de 1925) fue un militar y político venezolano, presidente de la República desde el 20 de febrero de 1898 hasta ser derrocado por la Revolución Liberal Restauradora el 23 de octubre de 1899. Posteriormente fue ministro de Relaciones exteriores e interiores durante la dictadura de Juan Vicente Gómez.
Andrade ha sido el único presidente de la República proveniente del estado Mérida, hasta la actualidad, aunque se pensó públicamente que había nacido en Zulia hasta que su hijo lo aclaró.

## Biografía

### Formación militar
Hijo del general José Escolástico Andrade, quien había luchado en las guerras de independencia, debido a su linaje militar pudo incorporarse prontamente a la actividad castrense y adentrarse en la vida política. Realizó estudios militares en Alemania y Estados Unidos; después de regresar al país, se concentró en su carrera militar. Aunque no se tienen registros detallados de la misma, para 1873 figura en las filas del ejército del general Venancio Pulgar.

### Presidente y senador del estado Falcón
Miembro del Partido Liberal, se desempeñó como Presidente del estado Falcón entre 1883 y 1885, y al año siguiente es nombrado Senador por el mismo estado, que comprendía entonces los territorios actuales de Falcón y Zulia (1886). Luego, ejerció los cargos de gobernador del Distrito Federal (octubre 1892), ministro de Instrucción Pública (marzo 1893), diputado por el Gran estado Miranda (abril 1893), ministro de Obras Públicas (junio 1893) y presidente del Gran estado Miranda, formado en ese entonces por los actuales estados de Aragua, Miranda, Nueva Esparta y Guárico (1894-1897).

### Presidente de Venezuela

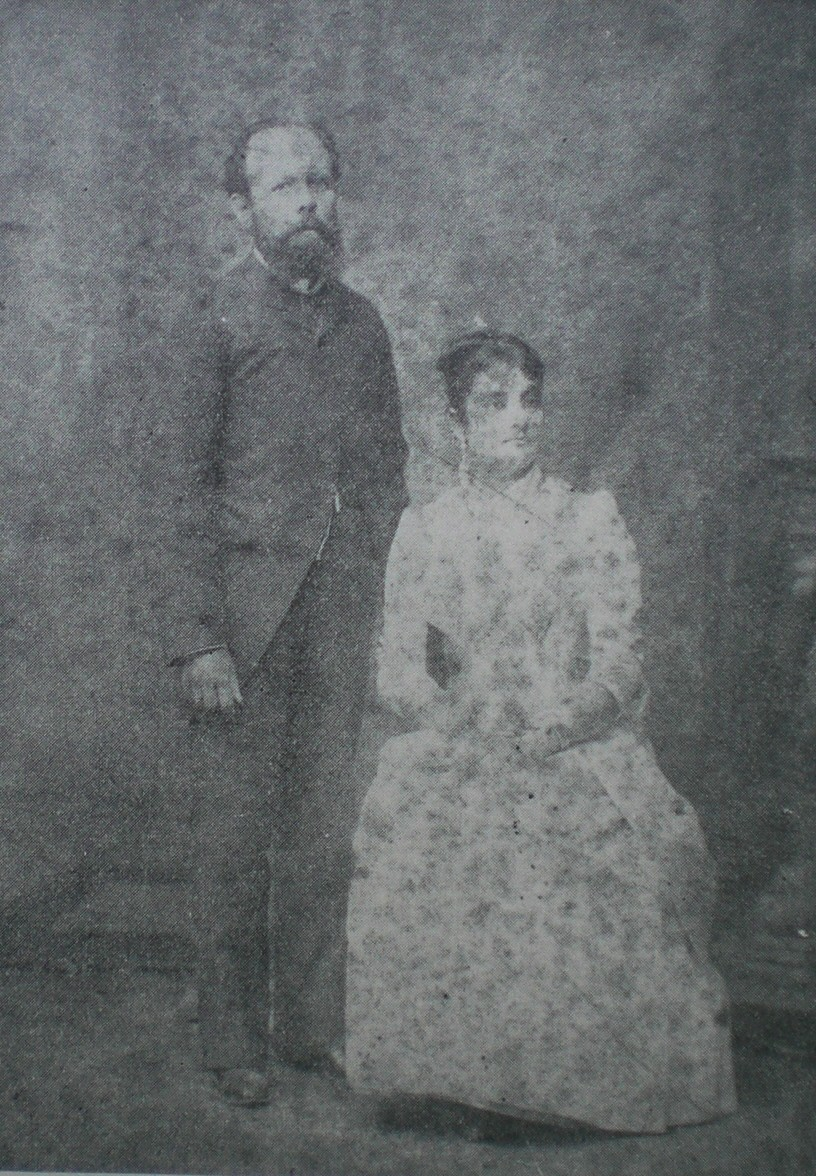
Ignacio Andrade y su esposa Isabel Sosa Saa.

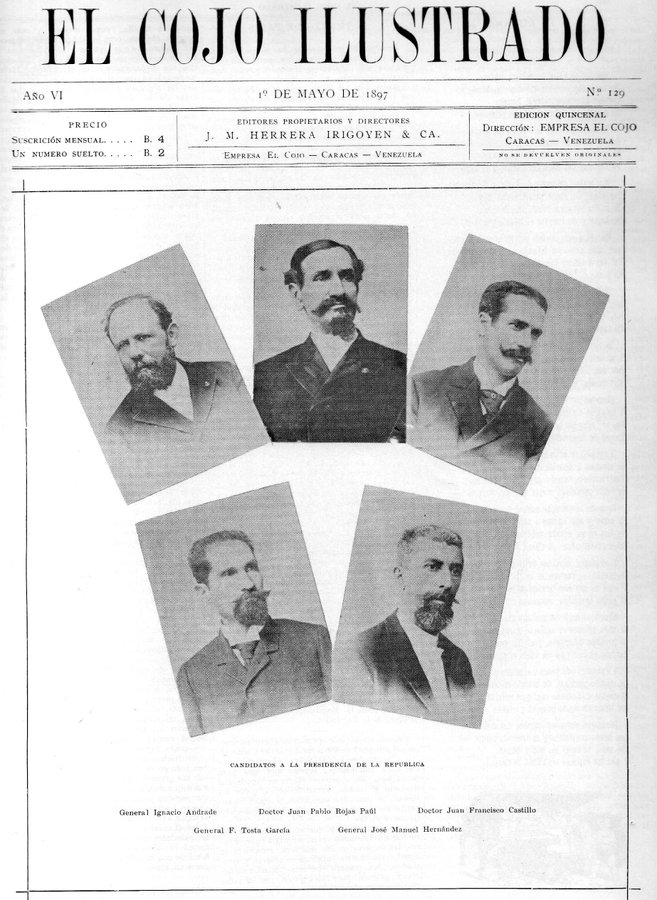
Candidatos a las elecciones presidenciales de Venezuela de 1897.

Desempeñándose en este último cargo, fue propuesto como el candidato oficial del gobierno de Joaquín Crespo para las elecciones a realizarse el 1 de septiembre de 1897. 
En unos comicios fraudulentos, Andrade obtuvo una amplia victoria sobre el general José Manuel Hernández, principal figura de la oposición. En consecuencia, el triunfo electoral de Andrade se produjo dentro de un clima político de crispación, el cual desembocó en el movimiento insurreccional conocido como la Revolución de Queipa, que lideró el mencionado José Manuel Hernández.
Nombró a su hermano Alejandro Andrade presidente del Zulia. En 1898 Cipriano Castro se acercó a Caracas para conseguir la gobernación del Estado Los Andes, pero la negociación no prosperó.
Durante el desarrollo de las acciones bélicas que comenzaron el 23 de febrero de 1898 y se extendieron hasta el 12 de junio del mismo año, se produjo un suceso inesperado que afectó de manera negativa a la correlación de fuerzas que rodeaban a Andrade: la muerte de Joaquín Crespo. En efecto, como consecuencia de la desaparición del escenario político de Crespo, tras su deceso en la batalla de la Mata Carmelera (16 de abril de 1898), una gran cantidad de caudillos vieron la oportunidad de alcanzar el poder, incluyendo al propio general Ramón Guerra, quien en su cargo de Ministro de Guerra había capturado al Mocho Hernández, y luego se alzó en contra del gobierno de Ignacio Andrade, aunque resultó derrotado.
Creó el Ministerio de Agricultura para lograr el desarrollo de los recursos del campo, y la firma del laudo que decidió la cuestión de límites con la Guayana Inglesa, el 3 de octubre de 1899. Existieron movimientos insurreccionales durante la gestión administrativa de Andrade y se experimentaron serias dificultades económicas –motivadas en gran parte por la baja internacional del precio del café, producto que representaba más del 80% de las exportaciones de Venezuela. Su gobierno atravesó la desconfianza de ciertos círculos políticos, la oposición a las reformas constitucionales que intentó promulgar y una grave epidemia de viruela.

### Exilio

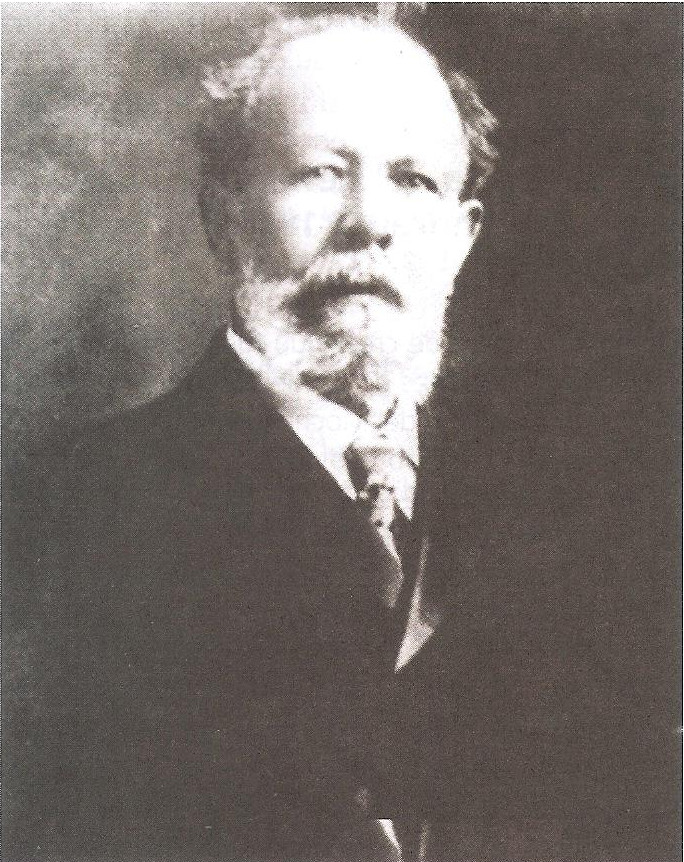
Ignacio Andrade en 1917.

Andrade decide abandonar la Presidencia y exiliarse en la Isla de Saint Thomas debido al avance de la Revolución Liberal Restauradora, liderada por Cipriano Castro, que triunfó sin que las fuerzas gubernamentales hicieran un gran esfuerzo por sofocarla. Desde el 20 de octubre de 1899 es presidente encargado de Venezuela el general Víctor Rodríguez Parraga, Gobernador del Distrito Federal,  quien tres días después le entrega el mando a Castro luego de su entrada a Caracas. Ignacio Andrade se exilió en Puerto Rico, donde escribió una obra acerca del movimiento que lo derrocó, titulada ¿Porqué triunfó la Revolución Restauradora?, publicada treinta años después de su muerte (1955).

### Ministro de Relaciones exteriores e interiores
La amnistía del 19 de noviembre de 1903 le permitió regresar a Venezuela, donde colaboró con el gobierno de Cipriano Castro en calidad de Embajador en Cuba y Superintendente de la Renta de Licores en el Distrito Federal. Participó también con el gobierno de Juan Vicente Gómez, esta vez como ministro de Relaciones Exteriores, entre 1916 y 1917; y de Relaciones Interiores, entre 1917 y 1922.

## Pensamiento
En 1900 Andrade expresóː

Porque es necesario decirlo con franqueza. Mientras la autonomía de los Estados, se halle reducida a simples resortes políticos; mientras la federación no sea un hecho práctico en la vida oficial de Venezuela; mientras la independencia de los Poderes Públicos y de las regiones no conduzcan de manera evidente a la distribución justa del erario, a vigorizar y despertar los nexos del ciudadano con el pueblo; mientras las suertes de las localidades no se halle confiada a la voluntad inteligente de sus hijos; mientras el regionalismo no haga veces de acicate para el gran concierto de la voluntad nacional; mientras que por el amor egoísta de la parroquia no se vaya al generoso amor de la Nación; por el fomento del caserío al embellecimiento de la República; por el espíritu de empresas locales, a la explotación maravillosa de todas las  riquezas naturales; por la fundación del trabajo, al establecimiento sólido del orden, la guerra civil será un vicio en Venezuela, una monstruosidad resultante de las circunstancias y del medio, pero una evidencia cuasi lógica en la indeterminación de conceptos formales de una colectividad desesperada.
Ignacio Andrade

## Obra escrita
- ¿Por qué triunfó la Revolución Restauradora? (1900)

## Vida personal
Fue hermano de Alejandro Andrade y masón en grado 33.